# Johan Galtung
Johan Galtung   (Oslo, 24 d'octubre de 1930 - Bærum, 17 de febrer de 2024) va ser un sociòleg, matemàtic i el principal fundador de la disciplina dels estudis per a la pau i resolució de conflictes.

## Biografia
Va ser cofundador de l'Institut d'Investigació per la Pau d'Oslo el 1959, essent-ne el seu director fins a 1970, i va endegar el Journal of Peace Research el 1964. El 1969 va ser nomenat primer president del món en estudis per la pau i resolució de conflictes, a la Universitat d'Oslo. El 1977 va renunciar a la seva càtedra i en va ocupar d'altres en diverses universitats. De 1993 al 2000 va ser professor a la Universitat de Hawaii i després, va residir a Kuala Lumpur, on va ser el primer professor per la Pau Global a la Universitat Internacional Islàmica de Malàisia. El 1987 va ser guardonat amb el Right Livelihood Award.
Galtung va ser conegut per les seves contribucions a les matemàtiques i la sociologia en la dècada del 1950, a la ciència política en la dècada del 1960, a l'economia i la història en la dècada del 1970, i a l'antropologia i la teologia en la dècada del 1980. Va desenvolupar diverses teories influents, com la distinció entre la pau positiva i negativa, la violència estructural, les teories sobre el conflicte i la resolució de conflictes, el concepte de consolidació de la pau, la teoria estructural de l'imperialisme, i la teoria que els Estats Units d'Amèrica són al mateix temps una república i un imperi.